# Cranidium gibbosum
Cranidium gibbosum är en insektsart som först beskrevs av Hermann Burmeister 1838.  Cranidium gibbosum ingår i släktet Cranidium och familjen Phasmatidae. Inga underarter finns listade i Catalogue of Life.